# Schallstadt
Schallstadt (alem. Schallsched) – miejscowość i gmina w Niemczech, w kraju związkowym Badenia-Wirtembergia, w rejencji Fryburg, w regionie Südlicher Oberrhein, w powiecie Breisgau-Hochschwarzwald, siedziba wspólnoty administracyjnej Schallstadt. Leży ok. 7 km na południowy zachód od centrum Fryburga Bryzgowijskiego, przy drodze krajowej B3.

## Współpraca
Miejscowości partnerskie:
- Rosà, Włochy
- La Crau, Francja
- Sohland an der Spree, Saksonia